# La casa deshabitada
La casa deshabitada es uno de los 56 relatos cortos sobre Sherlock Holmes escrito por Arthur Conan Doyle. Fue publicado originalmente en The Strand Magazine y posteriormente recogido en la colección El regreso de Sherlock Holmes.

## Argumento

### Contexto
Esta es la primera historia de Holmes creada después de su supuesta muerte en las Cataratas de Reichenbach, como se relata en El problema final. El sabueso de los Baskerville había visto el regreso de Sherlock Holmes antes del incidente, que sólo sirvió para abrir el apetito de los lectores.

### Asesinato de Ronald Adair en Park Lane
La historia en sí comienza con un asesinato: El Misterio de Park Lane, el asesinato aparentemente sin motivo del Sr. Ronald Adair, hijo del conde de Maynooth, un funcionario colonial rico en Australia. Las autoridades, por no hablar de la familia del hombre, están perplejas por el caso: parece que el honorable Ronald Adair no tenía un solo enemigo en el mundo. Él estaba en su sala de estar, con una ventana abierta, trabajando en unas cuentas, como se indica en los documentos y el dinero encontrado por la policía. A Ronald le gustaba jugar al Whist y solía hacerlo con regularidad en varios clubes, pero nunca por grandes sumas de dinero. Sin embargo, se descubre que ganó una suma de £420 en asociación con un tal Coronel Moran.
Motivo: El motivo no parece ser el robo ya que nada ha sido robado.
Escena del crimen: Parece extraño que la puerta de Ronald estaba cerrada por dentro. La única salida era la ventana abierta, y había una caída de 20 pies (unos 6 m) por debajo de ella en una cama de flores, que ahora no muestra signos de ser molestado.
Arma: Adair fue asesinado con una bala de revólver de punta blanda en la cabeza. Nadie en la zona en ese momento oyó un disparo.

### El regreso de Holmes
El narrador, el doctor Watson, después de haber mantenido un interés en el crimen de su anterior asociación con Holmes, visita la escena del crimen y ve a un detective de paisano allí con la policía, y también se encuentra con un coleccionista de libros deformado, golpeando varios de sus libros en el suelo. El encuentro termina con el hombre gruñendo con furia y va a desaparecer, pero eso no es lo último que Watson ve de él, por un corto tiempo después, el hombre va al estudio de Watson para disculparse por su comportamiento anterior. Le explica que de hecho tiene una librería en determinada calle, y comenta si quiere poseer un libro (o varios)  dado que tiene un espacio detrás de sí. En ese momento, Watson mira para atrás para ver si hay espacio en su biblioteca, y,  cuando se vuelve, ve a su gran amigo Sherlock Holmes vivo y frente a él. En el escritorio quedan los restos del disfraz.

### Historia de Holmes sobre su muerte

#### Incidente de las Cataratas de Reichenbach
La siguiente parte de la historia consiste en la explicación de cómo Holmes salió del aprieto en las Cataratas de Reichenbach. Contrariamente a lo que cree Watson, Holmes ganó contra el Profesor Moriarty, arrojándolo por la cascada con la ayuda de baritsu, y luego trepó por el acantilado al lado del camino para hacer que parezca como si él también había caído a su muerte. Este era un plan que Holmes había concebido para defenderse de los confederados de Moriarty. Sin embargo, al menos uno de ellos sabía que él todavía estaba vivo y trató de matarlo dejando caer rocas abajo en la repisa donde se había refugiado. A toda prisa subió de nuevo por el acantilado - y la caída de la última distancia corta a la trayectoria - Holmes corrió por su vida.

#### Tiempo viajando
Pasó los siguientes años viajando a diferentes partes del mundo. Holmes dice que en un principio, viajó a Florencia. A partir de ahí, Holmes viajó a Tíbet y vagó durante dos años, hasta alcanzar la entrada a Lhassa y se encontró con el "lama". Después, Holmes viajó de incógnito como un explorador noruego llamado Sigerson. Luego, se fue a Persia, con Holmes entra Meca y después de una breve parada en el Khalifa en Jartum. Por último, antes de regresar, Holmes pasó tiempo haciendo la investigación química de derivados del alquitrán de hulla en Montpellier, Francia. Sin embargo, Holmes fue finalmente devuelto a Londres por la noticia de este asesinato Adair.

#### La implicación de Mycroft
Durante todo este tiempo, las únicas personas que sabían que Holmes estaba vivo eran secuaces de Moriarty y el hermano de Holmes, Mycroft. La única razón de esto era que Sherlock necesitaba algo de dinero para poder viajar y mantener sus habitaciones así como él las había dejado.

### Capturando al Coronel Moran

#### Puesta en escena
Holmes le dice a Watson que van a hacer un trabajo peligroso por la noche, y después de un viaje de la rotonda por la ciudad, Holmes y Watson entran en una casa vacía, y se dirigen a una habitación frente con vista - con gran sorpresa de Watson - de Baker Street. La habitación de Holmes se puede ver en la calle, y más sorprendente aún, Holmes puede verse recortado contra las cortinas. Se trata de un busto de cera natural.

#### Aparición del asesino
Holmes está a la espera de un atentado contra su vida, esa misma noche, consciente como es de que los hombres de Moriarty saben que él está de vuelta en Londres. La policía, reconoce a Watson en este momento, están cerca, después de haber sido informado de que van a ser necesarios. Como de costumbre, Holmes ha deducido todo correctamente, pero con una excepción casi desastrosa: no logra anticipar que el aspirante a asesino en realidad podría utilizar la misma casa vacía de su acto infame que él y Watson ahora están utilizando como su punto de vista. En él viene, con su arma de aire especialmente diseñada, totalmente consciente de que su supuesta víctima se encuentra en la misma habitación, ya que es oscuro.

#### Arresto
Una vez que el rufián dispara su pistola de aire, anotando un golpe directo en el muñeco de Holmes en la calle, Holmes y Watson están en él, y pronto se desarma y restringido. Holmes convoca la policía soplando un silbato. Son dirigidos por el Inspector Lestrade, que detiene el pistolero. Es nada menos que el coronel Moran, socio whist de Ronald Adair, y el mismo hombre que lanzaron piedras hacia abajo en la cornisa a Holmes en las Cataratas de Reichenbach. Holmes no quiere a la policía para presentar cargos de intento de asesinato en relación con lo que acaba de hacer Moran. En su lugar, le dice a Lestrade para acusarlo de asesinato real, porque Moran es el hombre que asesinó a Ronald Adair. La pistola de aire, resulta que ha sido especialmente diseñada para disparar balas de revólver, y un rápido análisis forense comprobación de la que "mató" a sus shows ficticios, como se esperaba Holmes, que coincide con la bala usada para matar a Adair.
El motivo de Moran en matar a Adair es una cuestión de especulación, incluso para Holmes. Sin embargo, su teoría es que Adair había cogido la trampa de Moran en el juego, y amenazó con exponer su conducta deshonrosa. Moran, matón que es, por lo tanto, se deshizo de un hombre que podía robar su vida, porque él se ganaba la vida jugando a las cartas torcidas y mal podía permitirse el lujo de ser excluidos de todos sus clubes.

## Análisis
El mayor interés de esta aventura reside en la explicación que Holmes da a Watson sobre el motivo de fingir su desaparición en mayo de 1891. De este modo se demuestra que hizo creer a todos en su muerte para poder actuar con mayor libertad contra los secuaces de Moriarty, y acabar así definitivamente con su peligrosa banda criminal. Según Holmes, sólo su hermano Mycroft estaba al corriente de ello, aunque luego se sabe que también el malvado coronel Moran lo sabía, ya que había sido testigo presencial del enfrentamiento de Holmes con Moriarty en las cataratas de Reichenbach.
Como biógrafo oficial de Sherlock Holmes, Watson narra las aventuras vividas por el detective durante el tiempo en que todos le daban por muerto. El relato de Watson contiene algunas inexactitudes, como la de denominar Dalai Llama al dalái lama, confundiendo su nombre con el del pacífico animal que habita en los Andes. Además, cuenta una imposible entrevista de Holmes con el califa de Kartum, que realmente había abandonado el país en 1885, seis años antes de la desaparición de Holmes en Reichenbach. 
Los errores de Watson hacen que los expertos mantengan una gran precaución sobre esta época de la vida de Sherlock Holmes. Edgar Smith publicó un artículo en "The Baker Street Journal" en el que dice que sobre este relato hay una niebla más espesa que la que jamás hayan conocido las calles de Londres.